# Bezzimyia pittieri
Bezzimyia pittieri är en tvåvingeart som beskrevs av Thomas Pape och Arnaud 2001. Bezzimyia pittieri ingår i släktet Bezzimyia och familjen gråsuggeflugor.
Artens utbredningsområde är Venezuela. Inga underarter finns listade i Catalogue of Life.